# Turanogryllus ghoshi
Turanogryllus ghoshi är en insektsart som beskrevs av Vasanth 1980. Turanogryllus ghoshi ingår i släktet Turanogryllus och familjen syrsor. Inga underarter finns listade i Catalogue of Life.